# Soelim Jamadajev
Soelim Bekmirsajevitsj Jamadajev (Russisch: Сулим Бекмирзаевич Ямадаев) (Goedermes, 1 juni 1973 - Dubai, 30 maart 2009) was een Tsjetsjeense legerleider die overstapte naar de Russische kant en die later het "Speciale bataljon Oost" (Vostok; zijn volgelingen worden ook wel Jamdajevtsi genoemd) van de pro-Russische eenheden in Tsjetsjenië leidde; de grootste militie die niet onder controle van Ramzan Kadyrov stond.

## Biografie
De politieke belangen van Jamadajev waren sterk verbonden aan zijn tejp die de thuisbasis had rondom de stad Goedermes. Samen met zijn leger, dat beschreven werd als ongedisciplineerd en beschuldigd werd van het combineren van oorlogvoering met criminele activiteiten, had hij regelmatig conflicten met zijn tegenstanders Ramzan Kadyrov en Sajed-Magomed Kakijev over de militaire macht in Tsjetsjenië. Voor de Tweede Tsjetsjeense Oorlog was hij al in conflict met de wahabitische eenheden van Sjamil Basajev. Voordat Jamadajev in Dubai neergeschoten werd, overleefde hij minimaal vijf aanslagen op zijn leven.
In 2007 volgde de Russische fotograaf Dima Beljakov zijn eenheden tijdens een actie in het district Vedenski, die de harde verhoormethoden tegen verdachten en familie van verdachten van bataljon Vostok lieten zien, waarbij gebruik werd gemaakt van schijnexecuties.
In april 2008 raakte Jamadajev in gevecht met troepen van Ramzan Kadyrov, waarbij 18 doden vielen. Hierop volgde een conflict tussen beide mannen. Hij werd op 1 augustus 2008 tot 'crimineel' verklaard en er kwam een opsporingsbevel voor "moord, ontvoering van mensen en andere grote misdaden". Ook zijn broers werden gezocht. Niettemin was hij in augustus 2008 militair bevelhebber over een van de Russische troepeneenheden tijdens de Russisch-Georgische Oorlog in Zuid-Ossetië. Op 22 augustus werd het opsporingsbevel weer ingetrokken, officieel omdat hij was 'gevonden'. Jamadajev zou in Moskou verblijven. Op dezelfde dag werd hij ontheven als bevelhebber over het Vostok-bataljon. Op 24 september 2008 werd zijn broer Roeslan Jamadajev, die eerder afgevaardigde was in de staatsdoema, in Moskou geliquideerd.
Op 29 maart 2009 werd Soelim Jamadajev neergeschoten in Dubai, waar hij na een dag in het ziekenhuis overleed.

## Voetnoten
1. ↑  Former Russian MP Yamadayev killed in Moscow. Ria novosti (24 september 2008).